# Schloss Duttenstein

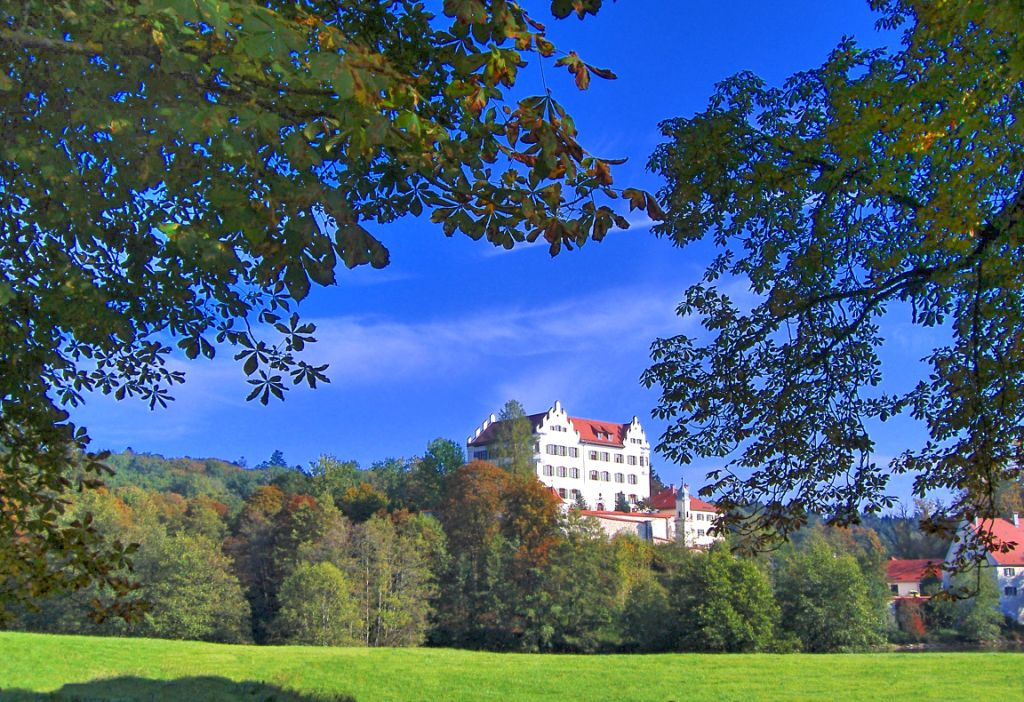
Blick auf Südfront des Schlosses

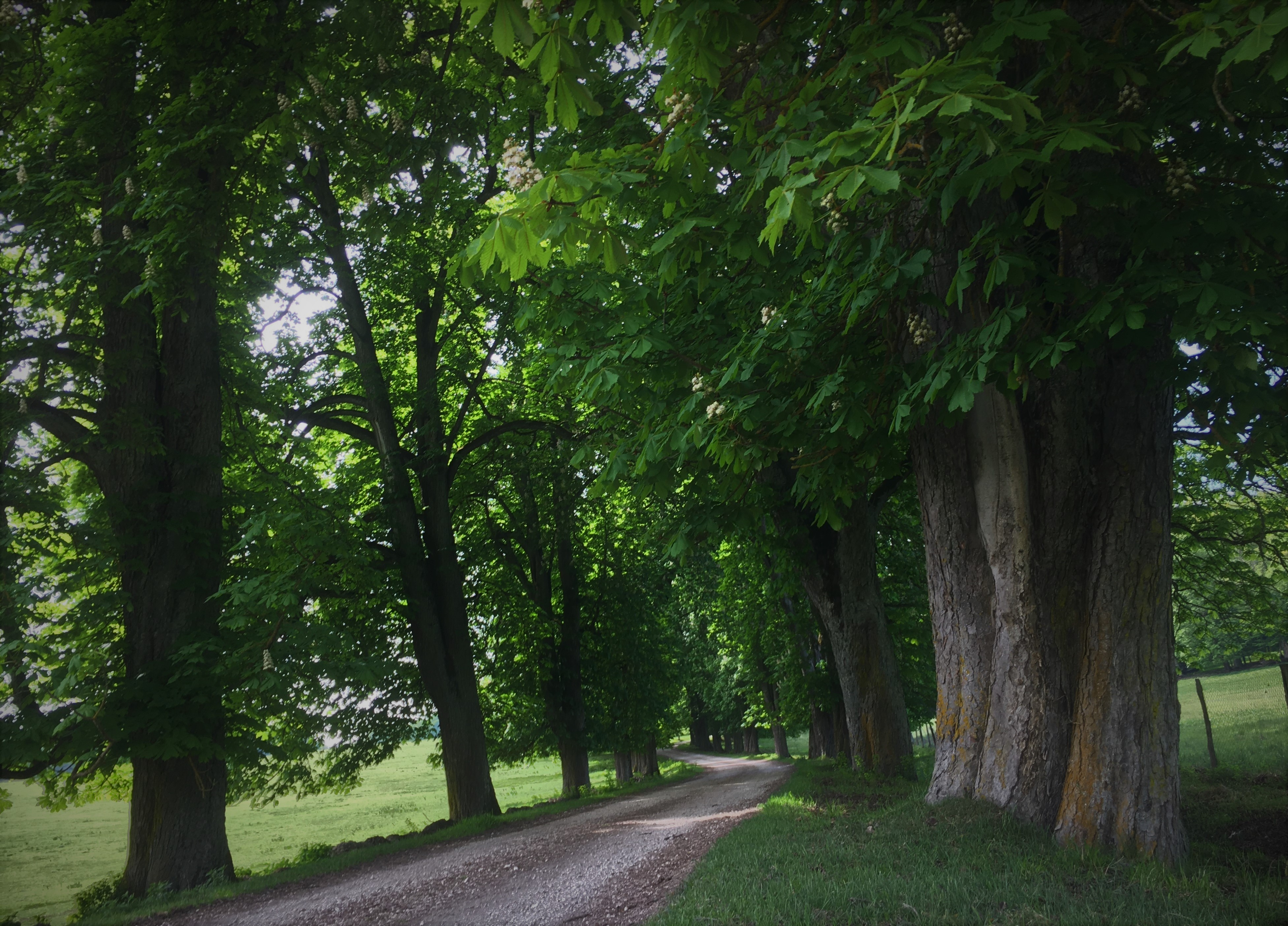
Kastanienallee im Schlosspark

Das Schloss Duttenstein ist ein ehemaliges Jagdschloss im Stil der Renaissance mit großem Wildpark. Es befindet sich bei Dischingen, der östlichsten Gemarkung Baden-Württembergs im Landkreis Heidenheim. Auf dem Areal stehen in unmittelbarer Nähe zum Schloss das einstige Parkjägerhaus und am Eingang ein Wohnhaus, das zum ehemaligen Gutshof gehört. Eine alte Kastanienallee steht am Weg zum Schloss.

## Geschichte
Die dreigeschossige mauerumfasste Vierflügelanlage (das so genannte Hochschloss) als Hauptbau, mit Zwischenbau, Parkjägerhaus und freistehenden Uhrturm, wurde von 1564 bis 1572 auf einem Felshügel, anstelle einer frühen Burg (die urkundlich erstmals 1374 als Burg Tuttenstain erwähnt wird), erbaut. Es ist mit einem Innenhof, Zinngiebeln und Erkern versehen. Eine Ringmauer mit zwei Rundtürmen umfasst teils polygonal, teils gerundet das gesamte Hochschloss. Dem ist das Vorschloss mit Schlosshof und Gesindehaus vorgelagert.
1551 erwarb Anton Fugger von der Lilie von Ritter Hans Walther von Hirnheim die Herrschaft Duttenstein, dessen zweitältester Sohn Hans Fugger das Schloss erbauen ließ. 1735 veräußerte Eustach Maria von Fugger die Herrschaft Duttenstein an den zweiten Fürsten von Thurn und Taxis, Anselm Franz von Thurn und Taxis, der durch den Erwerb mehrerer fürstenmäßiger Territorien Sitz und Stimme im Reichsfürstenkolleg auf dem Reichstag in Regensburg zu erlangen versuchte.
Entscheidend für das heutige Aussehen des Schlosses war die 1792 durchgeführte Umgestaltung durch den vierten Fürsten von Thurn und Taxis, Karl Anselm von Thurn und Taxis, der den Augsburger Maler und Akademiedirektor Johann Anton Huber mit der Ausmalung mehrerer Räume, z. B. der Fürstenzimmer im dritten Obergeschoss, beauftragte. Letztgenannter Fürst kam während der Zeit der Hirschbrunst für eine längere Zeit mit einem kleinen Gefolge vom Schloss Taxis (Trugenhofen) nach Duttenstein, das zu einem seiner Lieblingsorte zählte.
Sein Nachfolger, Karl Alexander von Thurn und Taxis, ließ 1817 um das Schloss einen ca. 500 Hektar großen eingezäunten Wildpark anlegen.
In der Zeit des Nationalsozialismus war das Schloss von der SS besetzt. Nach 1945 wohnten dort polnische Juden, die die Schreckensherrschaft des Dritten Reiches überlebt hatten. Von 1947 bis 1975 war ein Lungensanatorium untergebracht. Die Kranken wurden vom Orden der Barmherzigen Brüder aus Schlesien betreut.
Von 1996 bis 2018 war der Laborunternehmer Bernd Schottdorf (1940–2018) der Besitzer des Schlosses, das er renovierte. Nach dessen Tod ging der Besitz an die Erbengemeinschaft über. 
Seit März 2021 ist die Wildpark Duttenstein GmbH Eigentümer. Nach einer Renovierung soll es anschließend für überwiegend geschäftliche Veranstaltungen vermietet werden.
Das Gebäude kann nicht besichtigt werden. Der Wildpark mit Damwild und Mufflons ist täglich von Sonnenauf- bis Sonnenuntergang für die Öffentlichkeit zugänglich.